# 李佶 (蜀王)
李佶（？—？），唐朝皇子，是唐懿宗的第三子，生母不详。
咸通三年（862年），李佶被他父亲唐懿宗封为蜀王，与魏王李佾、凉王李侹同封，十年（869年）五月受任为开府仪同三司、兼成都尹、剑南西川节度副大使知节度事，不出阁。其后史书中没有记载他的情况。
后来宣武军节度使从事李振曾言“懿皇初升遐，韩中尉（韩文约）杀长立幼”，可能韩文约在拥立唐僖宗时杀害年长皇子，未详是否即李佶。
　　